# Colostygia nigrofasciaria
Colostygia nigrofasciaria là một loài bướm đêm trong họ Geometridae.